# Bandad albrunbagge
Bandad albrunbagge (Abdera flexuosa) är en skalbaggsart som först beskrevs av Gustaf von Paykull 1799.  Bandad albrunbagge ingår i släktet Abdera, och familjen brunbaggar. Arten är reproducerande i Sverige.

## Bildgalleri

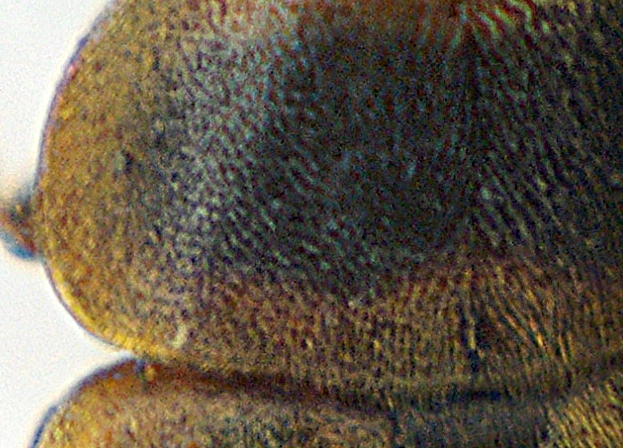
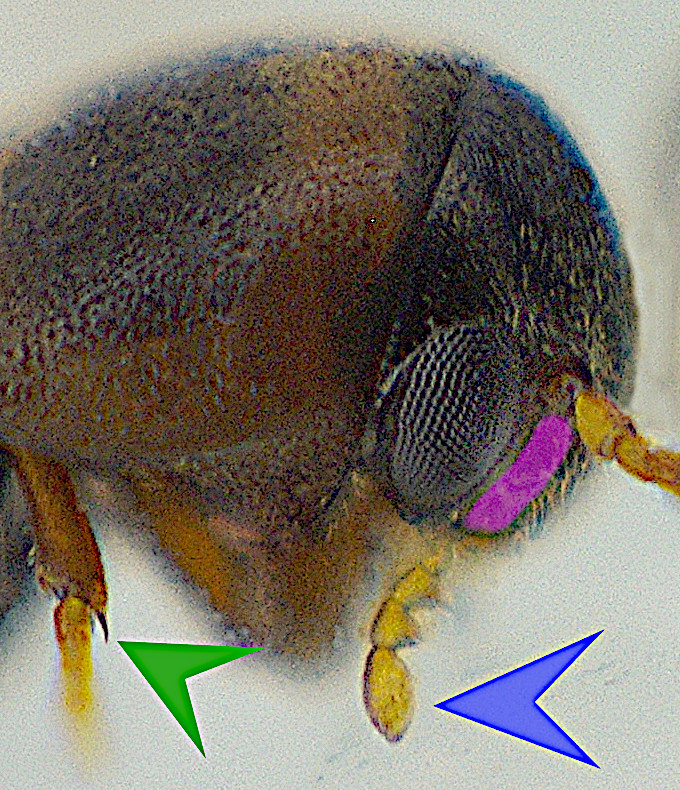
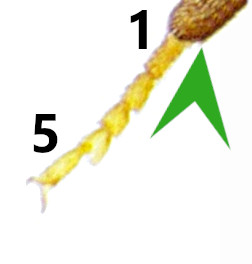
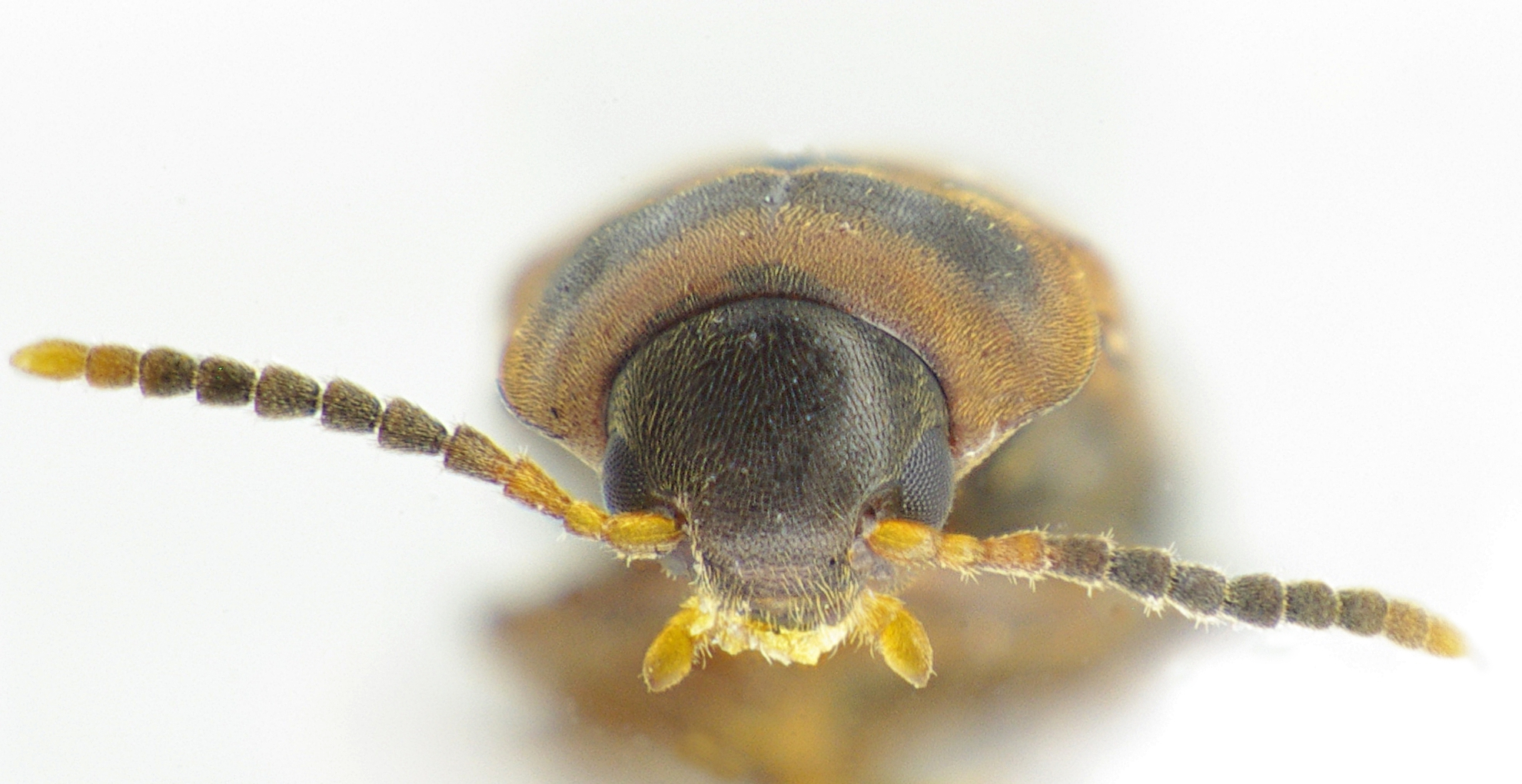